# Predrag Rajković
Predrag Rajković (serbisk: Предраг Рајковић; født 31. oktober 1995) er en serbisk professionel fodboldspiller, som spiller for La Liga-klubben Mallorca og Serbiens landshold.

## Landshold
Rajković debuterede for Serbiens landshold 14. august 2013 i en venskabskamp mod Colombia. Han var en del af den serbiske trup til VM 2018 i Rusland.